# Maji Maji FC
El Maji Maji FC es un equipo de fútbol de Tanzania que juega en la segunda división de tanzania, la liga segunda principal de fútbol en el país.

## Historia
Fue fundado en 1977 en la ciudad de Songea, y cuenta con 3 títulos de liga y 1 título de copa.
A nivel internacional ha participado en 3 torneos continentales, donde nunca avanzó más allá de la primera ronda.

## Palmarés
- Liga tanzana de fútbol: 3

1985, 1986, 1998.
- Copa FAT: 1

1985

## Participación en competiciones de la CAF
| Temporada | Torneo                            | Ronda      | Club             | Casa  | Visita | Global |
| --------- | --------------------------------- | ---------- | ---------------- | ----- | ------ | ------ |
| 1986      | Copa Africana de Clubes Campeones | Preliminar | Lioli FC         | 4-0   | 3-2    | 7-2    |
| 1986      | Copa Africana de Clubes Campeones | 1          | Dynamos FC       | w.o.1 | 1-5    | 1-5    |
| 1987      | Copa Africana de Clubes Campeones | Preliminar | BTM Antananarivo | 2-1   | 1-1    | 3-2    |
| 1987      | Copa Africana de Clubes Campeones | 1          | AFC Leopards     | 0-1   | 0-1    | 0-2    |
| 1999      | Liga de Campeones de la CAF       | 1          | Al-Ahly          | 0-3   | 0-2    | 0-5    |

1- Maji Maji abandonó el torneo antes de jugar el partido de vuelta.